# Federación Universal de Lucha Libre
La Federación Universal de Lucha Libre (FULL) es una empresa mexicana especializada en promover el espectáculo de la lucha libre profesional. Fue fundada por el luchador de segunda generación Tinieblas Jr. En su sitio oficial, FULL se define como "una empresa que revolucionará a uno de los deportes más espectaculares y tradicionales en la República Mexicana, la lucha libre". 

## Elenco
El propio Tinieblas Jr. y su mascota Alushe son figuras icónicas del elenco de FULL, el cual también cuenta con la participación de figuras como Octagón, Máscara Sagrada, Heavy Metal, Alan Stone e Intocable, además de la presencia de jóvenes talentos como Pirata Morgan Jr., el argentino Hip Hop Man y el brasileño Zumbi. 

### Presentaciones
Aunque ha tenido presencia en locales de todo el país, FULL realizó una importante temporada en el Lienzo Charro de Constituyentes y en fechas recientes ha adoptado la Carpa Astros de la Ciudad de México como una de sus principales sedes. No obstante la empresa se ha presentado en importantes ciudades dentro y fuera de México, destacando las giras de sus estrellas a ciudades europeas como Barcelona.

### Distromanía
En febrero de 2017 FULL anunció oficialmente Distromanía, un concepto creado específicamente para los habitantes de la Ciudad de México, contando además con la integración formal de El Patrón Alberto como una importante adhesión a su roster y a realizarse el 21 de mayo en la Carpa Astros. 